# Ishino Ryuji
Ryuji Ishino (sinh ngày 3 tháng 6 năm 1978) là một cầu thủ bóng đá người Nhật Bản.

## Sự nghiệp câu lạc bộ
Ryuji Ishino đã từng chơi cho Júbilo Iwata.